# Aline Lahoud
Aline Lahoud (n. 2 martie 1986, Beirut) este o cântăreață din Liban, fiică a cântăreței Salwa Katrib. A participat ca reprezentantă a Libanului la Festivalul Eurovision din 2005, cu ocazia primei participări a acestei țări din istoria festivalului. S-a calificat în semifinală, dar Televiziunea Libaneză a decis să o retragă din concurs înainte de această fază a competiției muzicale, din motive politice (regulile de televizare a competiției muzicale stipulau obligativitatea transmisiei integrale a concursului, iar pentru televiziunea libaneză era inacceptabil să transmită evoluția concurentei din Israel).